# Supercoppa brasiliana 2016 (pallavolo femminile)
La Supercoppa brasiliana 2016 si è svolta il 7 ottobre 2016: al torneo hanno partecipato due squadre di club brasiliane e la vittoria finale è andata per la seconda volta consecutiva al Rio de Janeiro Vôlei Clube.

## Regolamento
Le squadre hanno disputato una gara unica.

## Squadre partecipanti
| Squadra        | Qualificazione                                              | Ultima partecipazione      |
| -------------- | ----------------------------------------------------------- | -------------------------- |
| Praia Clube    | Finalista Coppa del Brasile 2016                            | Debutto                    |
| Rio de Janeiro | Vincitrice Superliga Série A 2015-16/Coppa del Brasile 2016 | Supercoppa brasiliana 2015 |

## Torneo
| 7 ottobre 2016 Ginásio do Nascimento, Uberlândia Durata: ? - Spettatori: ? | Rio de Janeiro | 3 - 1 | Praia Clube | 25-12, 25-19, 25-27, 25-20 |